# Đạo hàm của các hàm lượng giác
Đạo hàm của các hàm lượng giác là phương pháp toán học tìm tốc độ biến thiên của một hàm số lượng giác theo sự biến thiên của biến số. Các hàm số lượng giác thường gặp là sin(x), cos(x) và tan(x).
Biết được đạo hàm của sin(x) và cos(x), chúng ta dễ dàng tìm được đạo hàm của các hàm lượng giác còn lại do chúng được biểu diễn bằng hai hàm trên, bằng cách dùng quy tắc thương. Phép chứng minh đạo hàm của sin(x) và cos(x) được diễn giải ở bên dưới, và từ đó cho phép tính đạo hàm của các hàm lương giác khác. Việc tính đạo hàm của hàm lượng giác ngược và một số hàm lượng giác thông dụng khác cũng được trình bày ở bên dưới.

## Đạo hàm của các hàm lượng giác và các hàm lượng giác ngược
{\displaystyle \left(\sin(x)\right)'=\cos(x)}
{\displaystyle \left(\cos(x)\right)'=-\sin(x)}
{\displaystyle \left(\tan(x)\right)'=\left({\frac {\sin(x)}{\cos(x)}}\right)'={\frac {\cos ^{2}(x)+\sin ^{2}(x)}{\cos ^{2}(x)}}={\frac {1}{\cos ^{2}(x)}}=\sec ^{2}(x)}
{\displaystyle \left(\cot(x)\right)'=\left({\frac {\cos(x)}{\sin(x)}}\right)'={\frac {-\sin ^{2}(x)-\cos ^{2}(x)}{\sin ^{2}(x)}}=-(1+\cot ^{2}(x))=-\csc ^{2}(x)}
{\displaystyle \left(\sec(x)\right)'=\left({\frac {1}{\cos(x)}}\right)'={\frac {\sin(x)}{\cos ^{2}(x)}}={\frac {1}{\cos(x)}}.{\frac {\sin(x)}{\cos(x)}}=\sec(x)\tan(x)}
{\displaystyle \left(\csc(x)\right)'=\left({\frac {1}{\sin(x)}}\right)'=-{\frac {\cos(x)}{\sin ^{2}(x)}}=-{\frac {1}{\sin(x)}}.{\frac {\cos(x)}{\sin(x)}}=-\csc(x)\cot(x)}
{\displaystyle \left(\arcsin(x)\right)'={\frac {1}{\sqrt {1-x^{2}}}}}
{\displaystyle \left(\arccos(x)\right)'={\frac {-1}{\sqrt {1-x^{2}}}}}
{\displaystyle \left(\arctan(x)\right)'={\frac {1}{x^{2}+1}}}
{\displaystyle {\begin{aligned}&({{\sec }^{-1}}x)'={\frac {1}{\left|x\right|{\sqrt {{{x}^{2}}-1}}}}\\&({{\csc }^{-1}}x)'={\frac {-1}{\left|x\right|{\sqrt {{{x}^{2}}-1}}}}\\&({{\operatorname {arccot} }^{-1}}x)'={\frac {-1}{1+{{x}^{2}}}}\\\end{aligned}}}

## Chứng minh đạo hàm của hàm sin và cos

### Giới hạn củasin⁡θθ{\displaystyle {\frac {\sin \theta }{\theta }}}khiθ→ 0

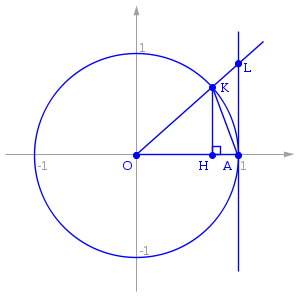
Đường tròn tâm O bán kính r

Cho đường tròn tâm O bán kính r (hình bên). Gọi θ là góc tại O tạo bởi OA và OK. Do ta giả định θ tiến dần tới 0, có thể xem θ là một số dương rất nhỏ: 0 < θ ≪ 1.
Gọi: R1 là diện tích tam giác OAK, R2 là diện tích hình quạt OAK, R3 là diện tích tam giác OAL. Dễ thấy:  
{\displaystyle (R_{1})<(R_{2})<(R_{3})\,.}
Dùng công thức lượng giác, tính được diện tích tam giác OAK là 
{\displaystyle {\frac {1}{2}}\times ||OA||\times ||OK||\times \sin \theta ={\frac {1}{2}}r^{2}\sin \theta \,.}
Diện tích hình quạt OAK là {\displaystyle {\frac {1}{2}}r^{2}\theta }, còn diện tích tam giác OAL là
{\displaystyle {\frac {1}{2}}\times ||OA||\times ||AL||={\frac {1}{2}}\times r\times r\tan \theta ={\frac {1}{2}}r^{2}\tan \theta \,.}
Từ đó ta có: 
{\displaystyle (R_{1})<R_{2})<(R_{3})\iff {\frac {1}{2}}r^{2}\sin \theta <{\frac {1}{2}}r^{2}\theta <{\frac {1}{2}}r^{2}\tan \theta \,.}
Vì r > 0 ta chia bất đẳng thức trên cho ½·r2. Ngoài ra, vì 0 < θ ≪ 1 dẫn đến sin(θ) > 0, ta có thể chia bất đẳng thức cho sin(θ), từ đó:
{\displaystyle 1<{\frac {\theta }{\sin \theta }}<{\frac {1}{\cos \theta }}\implies 1>{\frac {\sin \theta }{\theta }}>\cos \theta \,.}
Theo định lý kẹp ta có
{\displaystyle \lim _{\theta \to 0^{+}}{\frac {\sin \theta }{\theta }}=1\,.}
Trong trường hợp θ là số âm rất nhỏ là tiến dần tới 0, tức là: –1 ≪ θ < 0, sử dụng tính chất lẻ của hàm sin ta được:
{\displaystyle \lim _{\theta \to 0^{-}}{\frac {\sin \theta }{\theta }}=\lim _{\theta \to 0^{+}}{\frac {\sin(-\theta )}{-\theta }}=\lim _{\theta \to 0^{+}}{\frac {-\sin \theta }{-\theta }}=\lim _{\theta \to 0^{+}}{\frac {\sin \theta }{\theta }}=1\,.}
Và do đó:
{\displaystyle \lim _{\theta \to 0}{\frac {\sin \theta }{\theta }}=1\,.}

### Giới hạn củacos⁡θ−1θ{\displaystyle {\frac {\cos \theta -1}{\theta }}}khiθ→ 0
Ta có 
{\displaystyle \lim _{\theta \to 0}\left({\frac {\cos \theta -1}{\theta }}\right)=\lim _{\theta \to 0}\left[\left({\frac {\cos \theta -1}{\theta }}\right)\left({\frac {\cos \theta +1}{\cos \theta +1}}\right)\right]=\lim _{\theta \to 0}\left({\frac {\cos ^{2}\theta -1}{\theta (\cos \theta +1)}}\right).}
Vì sin2θ + cos2θ = 1 nên cos2θ – 1 = –sin2θ. Do đó
{\displaystyle \lim _{\theta \to 0}\left({\frac {\cos \theta -1}{\theta }}\right)=\lim _{\theta \to 0}\left({\frac {-\sin ^{2}\theta }{\theta (\cos \theta +1)}}\right)=\lim _{\theta \to 0}\left({\frac {-\sin \theta }{\theta }}\right)\times \lim _{\theta \to 0}\left({\frac {\sin \theta }{\cos \theta +1}}\right)=(-1)\times {\frac {0}{2}}=0\,.}

### Đạo hàm của hàm sin
Theo định nghĩa đạo hàm:
{\displaystyle {\frac {\operatorname {d} }{\operatorname {d} \!\theta }}\,\sin \theta =\lim _{\delta \to 0}\left({\frac {\sin(\theta +\delta )-\sin \theta }{\delta }}\right).}
Dùng công thức biến đổi lượng giác sin(α+β) = sin(α)cos(β) + sin(β)cos(α) và hai giới hạn vừa chứng minh ở trên, ta được
{\displaystyle {\frac {\operatorname {d} }{\operatorname {d} \!\theta }}\,\sin \theta =\lim _{\delta \to 0}\left({\frac {\sin \theta \cos \delta +\sin \delta \cos \theta -\sin \theta }{\delta }}\right)=\lim _{\delta \to 0}\left[\left({\frac {\sin \delta }{\delta }}\cos \theta \right)+\left({\frac {\cos \delta -1}{\delta }}\sin \theta \right)\right]=(1\times \cos \theta )+(0\times \sin \theta )=\cos \theta \,.}

### Đạo hàm của hàm cos
Theo định nghĩa:
{\displaystyle {\frac {\operatorname {d} }{\operatorname {d} \!\theta }}\,\cos \theta =\lim _{\delta \to 0}\left({\frac {\cos(\theta +\delta )-\cos \theta }{\delta }}\right).}
Dùng công thức biến đổi lượng giác cos(α+β) = cos(α)cos(β) – sin(α)sin(β) và hai giới hạn vừa chứng minh ở trên, ta được
{\displaystyle {\frac {\operatorname {d} }{\operatorname {d} \!\theta }}\,\cos \theta =\lim _{\delta \to 0}\left({\frac {\cos \theta \cos \delta -\sin \theta \sin \delta -\cos \theta }{\delta }}\right)=\lim _{\delta \to 0}\left[\left({\frac {\cos \delta -1}{\delta }}\cos \theta \right)-\left({\frac {\sin \delta }{\delta }}\sin \theta \right)\right]=(0\times \cos \theta )-(1\times \sin \theta )=-\sin \theta \,.}

## Chứng minh đạo hàm của các hàm ngược

### Đạo hàm của hàm arcsin
Cho
{\displaystyle y=\arcsin x\,\!}
Trong đó
{\displaystyle -{\frac {\pi }{2}}\leq y\leq {\frac {\pi }{2}}}
Thì ta có
{\displaystyle \sin y=x\,\!}
Dùng đạo hàm ẩn và giải dy/dx:
{\displaystyle {d \over dx}\sin y={d \over dx}x}
{\displaystyle {dy \over dx}\cos y=1\,\!}
Thế {\displaystyle \cos y={\sqrt {1-\sin ^{2}y}}},
{\displaystyle {dy \over dx}{\sqrt {1-\sin ^{2}y}}=1}
Thế {\displaystyle x=\sin y},
{\displaystyle {dy \over dx}{\sqrt {1-x^{2}}}=1}
{\displaystyle {dy \over dx}={\frac {1}{\sqrt {1-x^{2}}}}}

### Đạo hàm của hàm arccos
Cho
{\displaystyle y=\arccos x\,\!}
Trong đó
{\displaystyle 0\leq y\leq \pi }
Thì ta có
{\displaystyle \cos y=x\,\!}
Dùng đạo hàm ẩn và giải dy/dx:
{\displaystyle {d \over dx}\cos y={d \over dx}x}
{\displaystyle -{dy \over dx}\sin y=1}
Thế {\displaystyle \sin y={\sqrt {1-\cos ^{2}y}}\,\!},
{\displaystyle -{dy \over dx}{\sqrt {1-\cos ^{2}y}}=1}
Thế {\displaystyle x=\cos y\,\!},
{\displaystyle -{dy \over dx}{\sqrt {1-x^{2}}}=1}
{\displaystyle {dy \over dx}=-{\frac {1}{\sqrt {1-x^{2}}}}}

### Đạo hàm của hàm arctang
Cho
{\displaystyle y=\arctan x\,\!}
Trong đó
{\displaystyle -{\frac {\pi }{2}}<y<{\frac {\pi }{2}}}
Thì ta có
{\displaystyle \tan y=x\,\!}
Dùng đạo hàm ẩn và giải dy/dx
{\displaystyle {d \over dx}\tan y={d \over dx}x}
{\displaystyle {dy \over dx}\sec ^{2}y=1}
Thế {\displaystyle 1+\tan ^{2}y=\sec ^{2}y\,\!},
{\displaystyle {dy \over dx}(1+\tan ^{2}y)=1}
Thế {\displaystyle x=\tan y\,\!},
{\displaystyle {dy \over dx}(1+x^{2})=1}
{\displaystyle {dy \over dx}={\frac {1}{1+x^{2}}}}